# NGC 6522
NGC 6522 (другие обозначения — GCL 82, ESO 456-SC43) — шаровое скопление в созвездии Стрелец.
Этот объект входит в число перечисленных в оригинальной редакции «Нового общего каталога».